# Stampa microincisa con lamina a caldo
La stampa microincisa con lamina a caldo o microincisione è uno sviluppo particolare e specifico della più comune stampa a caldo.
Sostanzialmente, un cliché per stampa a caldo microincisa reca sulla superficie di stampa una tramatura finissima che, una volta trasferita sul film e conseguentemente sullo stampato, determina nell'immagine d'insieme sorprendenti effetti di rifrazione ottica, mutabili a seconda dell'angolo di osservazione.
I motivi di microincisione possono essere personalizzati a seconda delle esigenze più disparate. Tipicamente, si possono individuare tramature con disegni casuali o ripetuti (satinature, motivi floreali, motivi geometrici, graffiature/sabbiature, ghirigori, ecc.), o tramature più “logiche”, strutturate e/o personalizzate (da applicare nel campo dei loghi, protezioni marchi e brand, anticontraffazione nei settori più svariati).
Dal punto di vista tecnico, la microincisione non si propone come un'imitazione delle caratteristiche e degli effetti tipici dell'ologramma, ma come di qualcosa che, sia dal punto di vista visivo che tattile, risulta nettamente diverso e distinguibile.
In estrema sintesi, mentre nel caso della microincisione è il cliché che (con la sua microtramatura in superficie) trasferisce i dettagli dell'immagine su un normale film per la stampa a caldo, nel caso dell'ologramma è l'immagine stessa che risiede sul film (e questo rende estremamente più costo il processo, in quanto il film olografico deve essere generato con uno specifico master, la cui produzione implica notevoli spese).
Il più importante denominatore comune con i foil olografici è rappresentato dalla tecnologia utilizzata per applicare la lamina al supporto fonale.
La microincisione è abbinabile anche al rilievo:
- Microincisione (senza contromatrice)
- Microincisione con rilievo (con contromatrice)